# قناة إن بي إن
قناة إن بي إن (الشبكة الوطنية للإرسال) (بالإنجليزية: National Broadcasting Network)‏ هي القناة التابعة لحركة أمل التي يقودها نبيه بري.

## البرامج

### سياسية ومنوعة
- شرق وغرب، نورا زعيتر سليمان
- السلطة الرابعة، ليندا مشلب
- السياسة اليوم، دارين عبد الصمد
- آخر كلام، عباس ضاهر
- حوار اليوم، علي نور الدين

### إعلام اجتماعي
- أخبار نت، ميراي منصور

### رياضية
- بروح رياضية، رشيد نصار

### أبراج
- شي جديد مع جمانة، جمانة قبيسي

## وصلات خارجية
- الموقع الرسمي للقناة